# Iryna Babiecka
Iryna Mikałajeuna Babiecka (biał.: Ірына Мікалаеўна Бабецкая; ros.: Ирина Николаевна Бабецкая, Irina Nikołajewna Babiecka; ur. 20 czerwca 1986 r. w Łohojsku) – białoruska biathlonistka.

## Osiągnięcia

### Mistrzostwa Europy
| Rok  | Miejsce | IN | SP | PU | MS | RL |
| 2007 | Bansko  | 14 | 11 | 7  |    | 6  |

### Mistrzostwa Świata Juniorów
| Rok  | Miejsce              | IN | SP | PU | MS | RL |
| 2007 | Martell-Val Martello | 40 | 30 |    |    | 11 |

IN – bieg indywidualny, SP – sprint, PU – bieg pościgowy, MS – bieg ze startu wspólnego, RL – sztafeta